# Bahnhof Wengern Ost
Der Bahnhof Wengern Ost befindet sich im Stadtteil Wengern der Stadt Wetter (Ruhr).
Er liegt an der Ruhrtalbahn und der heute nur noch im Güterverkehr betriebenen Verbindungsstrecke zur Hauptstrecke Witten–Schwelm. Während die Ruhrtalbahn am 1. Juni 1874 eröffnet wurde, kam die Verbindungsstrecke erst 1926 dazu. Die eigentliche Strecke Witten–Schwelm wurde erst am 15. Mai 1934 fertig gestellt. Da sie weiter westlich verläuft und auch einen Haltepunkt (Wengern West) bekam, wurde der Bahnhof Wengern an der Ruhrtalbahn in Wengern Ost umbenannt. Personenverkehr auf der Verbindung Witten–Hagen gab es erst seit Mai 1937, er wurde im Mai 1986 eingestellt. Die Ruhrtalbahn fädelt nördlich des Bahnhofs kreuzungsfrei aus der Verbindungsstrecke aus. Nördlich des Bahnhofs dient die Ruhrtalbahn nur noch dem touristischen Verkehr, südlich ist sie eine zweigleisige Strecke für den Güterverkehr Witten–Hagen.

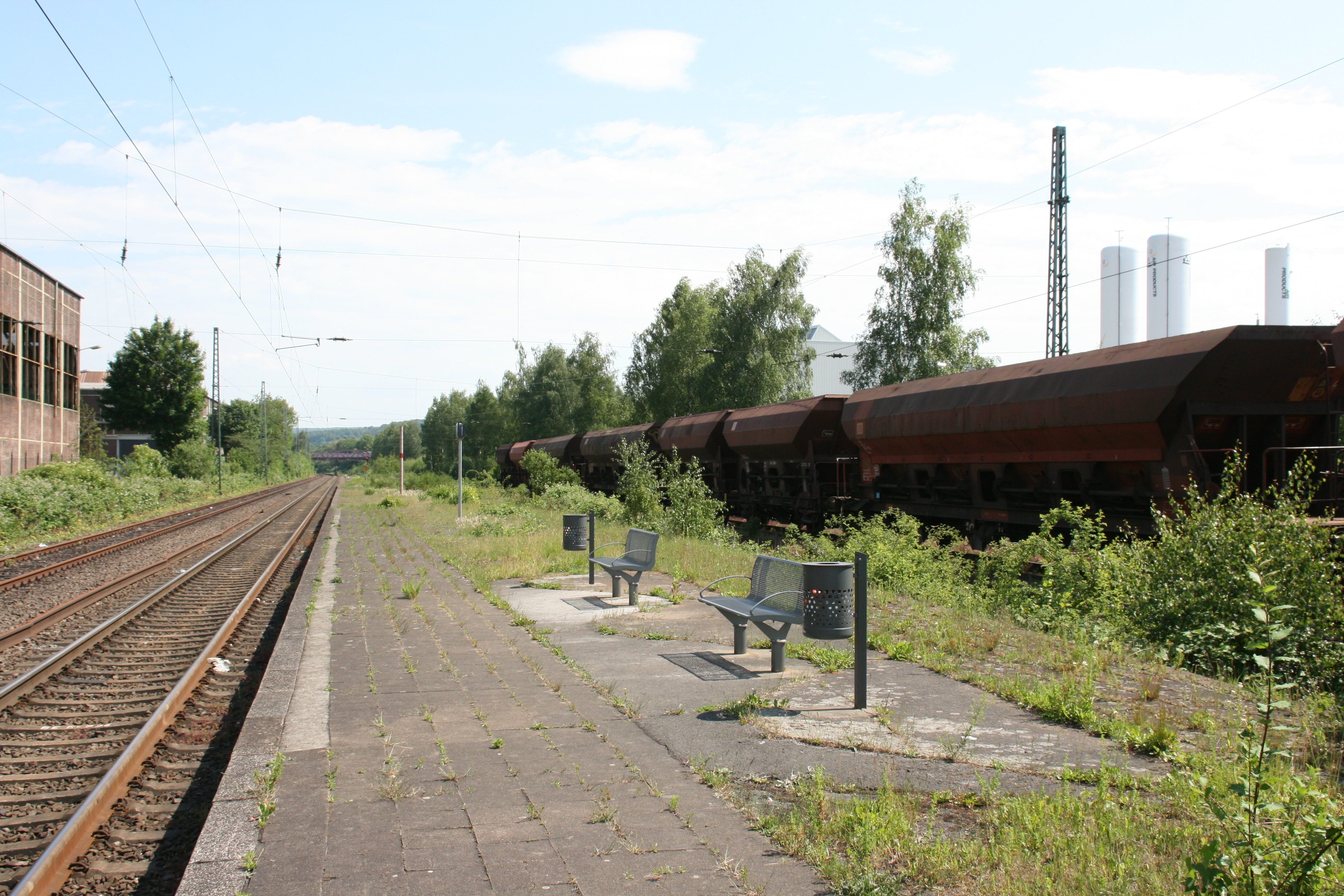
Bahnsteig in Blickrichtung Hagen, 2011

Im Personenverkehr hielten hier nur die Museumszüge des Eisenbahnmuseums Bochum-Dahlhausen. Der planmäßige Personenverkehr auf der Ruhrtalbahn nördlich von Wengern Ost ist schon 1971 eingestellt worden.
Es ist ein nur einseitig nutzbarer Mittelbahnsteig vorhanden, der Zugang erfolgt über einen Tunnel.
Im Oktober 2009 wurde der Zugang zum Bahnsteig von der Deutschen Bahn AG wegen Sicherheitsmängeln geschlossen.